# 切斯馬區

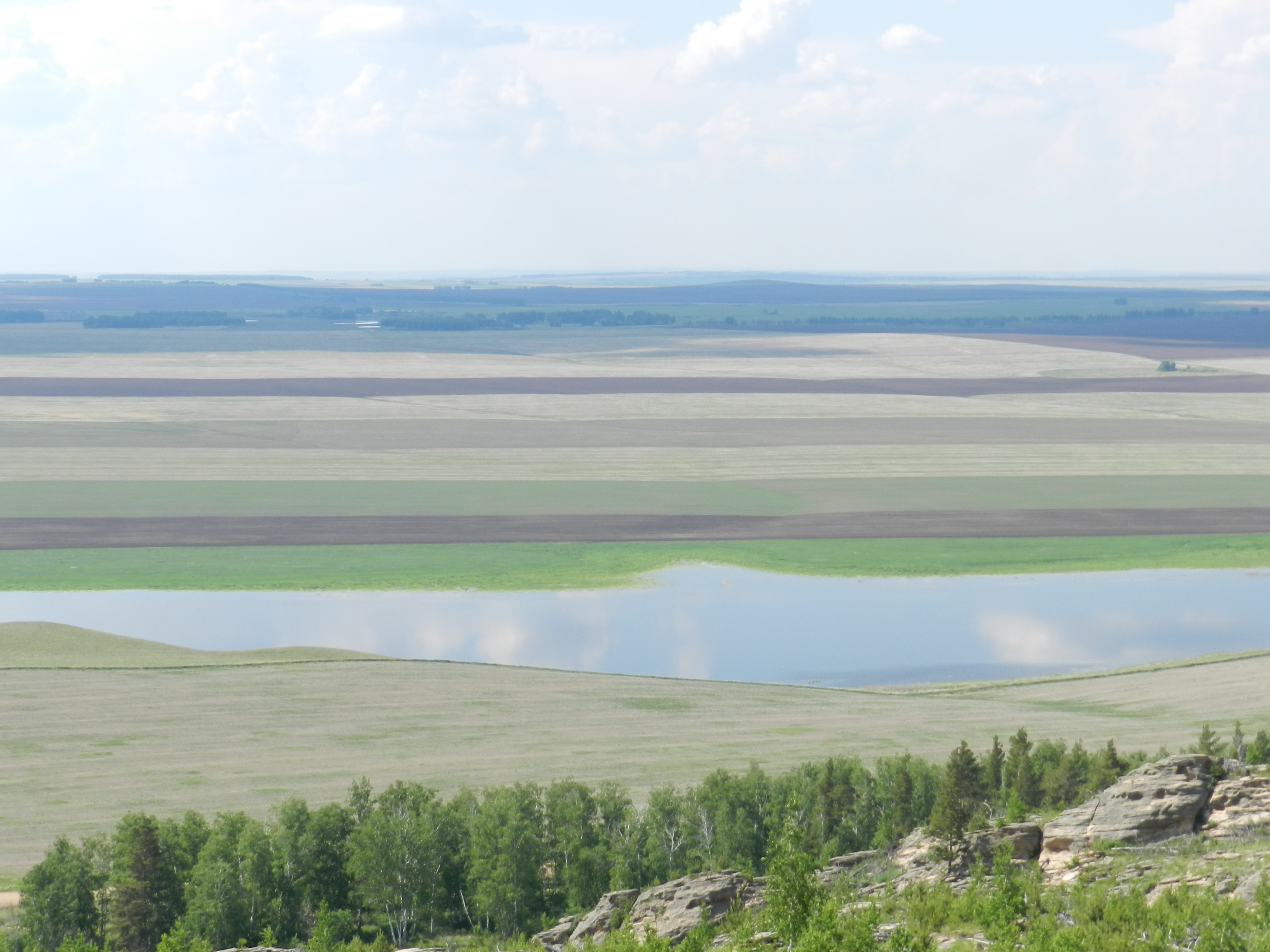

53°48′40″N 60°39′00″E / 53.81111°N 60.65000°E
切斯馬區（俄语：Чесменский район），是俄羅斯的一個區，位於該國西南部，由車里雅賓斯克州負責管轄，面積2,663平方公里，2010年人口20,185，人口密度每平方公里7.58人。